# Broń gazowa

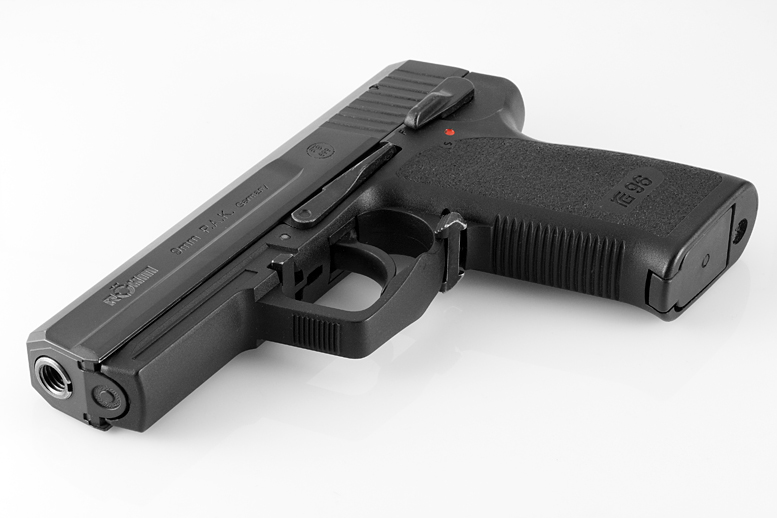
Niemiecki pistolet gazowy Röhm RG 96

Broń gazowa – rodzaj nieśmiercionośnej broni miotającej, rażącej przeciwnika strumieniem rozpylonych substancji toksycznych.
Substancje wystrzelone z naboju gazowego wywołują reakcje obronne organizmu w postaci silnego łzawienia, zaciskania powiek, niepowstrzymanego kaszlu, nudności, zaburzenia równowagi i koordynacji wzrokowo-ruchowej, ostrych bólów, osłabienia itp. uniemożliwiając podjęcie akcji odwetowej. Mając na uwadze rodzaj wykorzystywanej energii do miotania toksycznych substancji wyróżnia się:
- Broń gazową palną – jest to lufowa broń gazowa służąca do odpalania wyłącznie nabojów gazowych. Żeby zapewnić bezpieczeństwo podczas strzelania z bardzo małej odległości przewody luf w tego typu pistoletach zostały częściowo zaślepione aby zminimalizować lub wykluczyć mechaniczne oddziaływanie strumienia gazów prochowych, dopalających się elementów ładunku miotającego i sproszkowanej substancji toksycznej oraz fragmentów naboju gazowego mogących urwać się w czasie strzału. W związku z przysłoniętą lufą konstrukcja tej broni powinna wykluczyć zamienność stosowania nabojów gazowych i bojowych, których odpalenie może doprowadzić do rozerwania broni i poważnych obrażeń użytkownika. Ze względu na rodzaj nabojów mamy dwie grupy tej broni[1]:

1. Pierwsza to są pistolety i rewolwery gazowe przystosowane do 6 mm nabojów gazowych z bocznym zapłonem posiadające niewielką trwałość i małą skuteczność[1].
2. Druga to pistolety gazowe samopowtarzalne i rewolwery gazowe na naboje z centralnym zapłonem o kalibrze od 8 do 11,43 mm (0,45 cala). Są bronią skuteczną o bezpiecznym zasięgu 1 i maksymalnym 9 metrów. Pistolety i rewolwery tego typu umożliwiają stosowanie nabojów alarmowych do których zaliczamy akustyczne i oślepiające oraz po nakręceniu specjalnej nasadki możliwe jest wystrzeliwanie gwiazdki sygnałowej na wysokość około 30–50 m[1].

- Broń gazową pneumatyczną – w tego rodzaju broni do miotania substancji toksycznych wykorzystuje się sprężony gaz. Najczęściej stosowana tego typu broń to tzw. ręczne miotacze gazu, które występują w postaci aluminiowego pojemnika wypełnionego chloroacetofenonem (CN) lub chlorobenzylideno–malonodwunitrylem (CS) zmieszanym z freonem spełniającym rolę gazu napędowego. Po przyciśnięciu zaworu następuje rozpylenie środka toksycznego, który wytwarza obłok aerozolowy o zasięgu działania około 1,5 m[1].

Ustawa o broni i amunicji w art. 9 wymaga pozwolenia na posiadanie broni gazowej. Art. 11 przewiduje wyjątek od uzyskania zezwolenia dla ręcznego miotacza gazu.